# Громадське телебачення Приазов'я
«Грома́дське телеба́чення Приазо́в'я» (Priazov.tv) — це ініціатива журналістів Приазов'я зі створення громадського мультимедійного медіа. Третій найпопулярніший інтернет-канал Маріуполя.
Мета проєкту «Громадське Телебачення Приазов'я» — надавати об'єктивну та неупереджену інформацію про політичні, економічні, соціальні процеси та проблеми для жителів приазовського регіону.
Завдання проєкту — забезпечити щотижневий аналітичний випуск новин Приазов'я та живе обговорення насущних проблем в регіоні у прямому ефірі за участі активістів, лідерів думок, публічних осіб та значимих діячів регіону.
В середині липня 2017 року припинило свою роботу. 

## Історія

### Створення
Задум створення незалежного громадського телеканалу для Приазов'я з'явився у патріотично налаштованих місцевих журналістів та громадських активістів після звільнення міста силами АТО.
Пробний запуск відбувся 19 липня, у день металурга. Гостями першого ефіру стали місцевий священик УПЦ КП Володимир Коскін, етнофотограф і на той момент прес-секретар батальйону Азов Анна Сенік та організатор Врадіївської ходи Василь Любарець.
Спочатку планувалося, що Громадське телебачення Приазов'я виходитиме в ефір щосуботи о 17:00, проте практика регулярних прямих ефірів зі студії припинилася на 8 ефірі 1 вересня 2014. Після завершення проєкту «Парламентські дебати. Маріуполь», який також виходив у прямих ефірах у жовтні 2014, канал перейшов до роботи над відеосюжетами, а не над прямими ефірами.

### Вибори-2014
Під час парламентських виборів Громадське телебачення Приазов'я провело проєкт «Парламентські дебати. Маріуполь», учасниками якого стали кандидати по мажоритарним округам від Маріуполя.

### Місто героїв
У грудні 2015 Громадське телебачення Приазов'я розпочало проєкт «Місто героїв» - цикл документальних фільмів про Маріуполь. Цикл складається із 10 фільмів:
1. Самооборона Маріуполя
2. Від виборів до виборів
3. День волонтера
4. Сектор «М»
5. Після Мінська
6. Чорний січень
7. Перша кров
8. Нова влада
9. Життя спочатку
10. Україна - це Маріуполь[7]